# Hang Rồng
Hang Rồng là hang trong dãy núi ở bản Tả Lủng B xã Tả Lủng huyện Mèo Vạc tỉnh Hà Giang, Việt Nam.
Hang thuộc dạng karst trong dãy núi đá vôi, thuộc vùng của Công viên Địa chất Toàn cầu - Cao nguyên đá Đồng Văn. Hang thuộc loại hang lớn, trần hang có chỗ cao tới 30m, với nhiều nhũ đá cùng các hình thù kỳ thú. Nền hang có chỗ rất rộng và phẳng đến mức kỳ lạ. Hang Rồng được Bộ Văn hóa, Thể thao và Du lịch xếp hạng là di tích quốc gia tại Quyết định số 3088/QĐ-BVHTTDL ngày 23/9/2014.

## Vị trí
Hang Rồng ở cách thị trấn Mèo Vạc cỡ 5 km hướng tây bắc. Để đến hang thì từ ngã ba Tả Lủng 23°10′25″B 105°22′31″Đ / 23,173486°B 105,375344°Đ trên Đường tỉnh 176, gần UBND xã Tả Lủng, rẽ hướng bắc theo đường liên xã cỡ 2,5 km là tới.